# Champ de Harre
Champ de Harre est un hameau de la commune de Manhay située dans l'extrême nord de la province de Luxembourg, à la frontière de la province de Liège, en Belgique. Avant la fusion des communes de 1977, Champ de Harre faisait partie de la commune de Harre.

## Situation
Ce hameau ardennais se trouve le long et aux alentours de la route nationale 30 [RN 30], allant de Liège à Bastogne, à proximité immédiate de la sortie 48 bis de l'autoroute E 25 Liège-Luxembourg.

## Activités
Le terrain de football du Royal Olympic Harre se trouve à Champ de Harre non loin d'un important manège.

## Sources et liens externes
- Site de la commune de Manhay